# 近藤沼

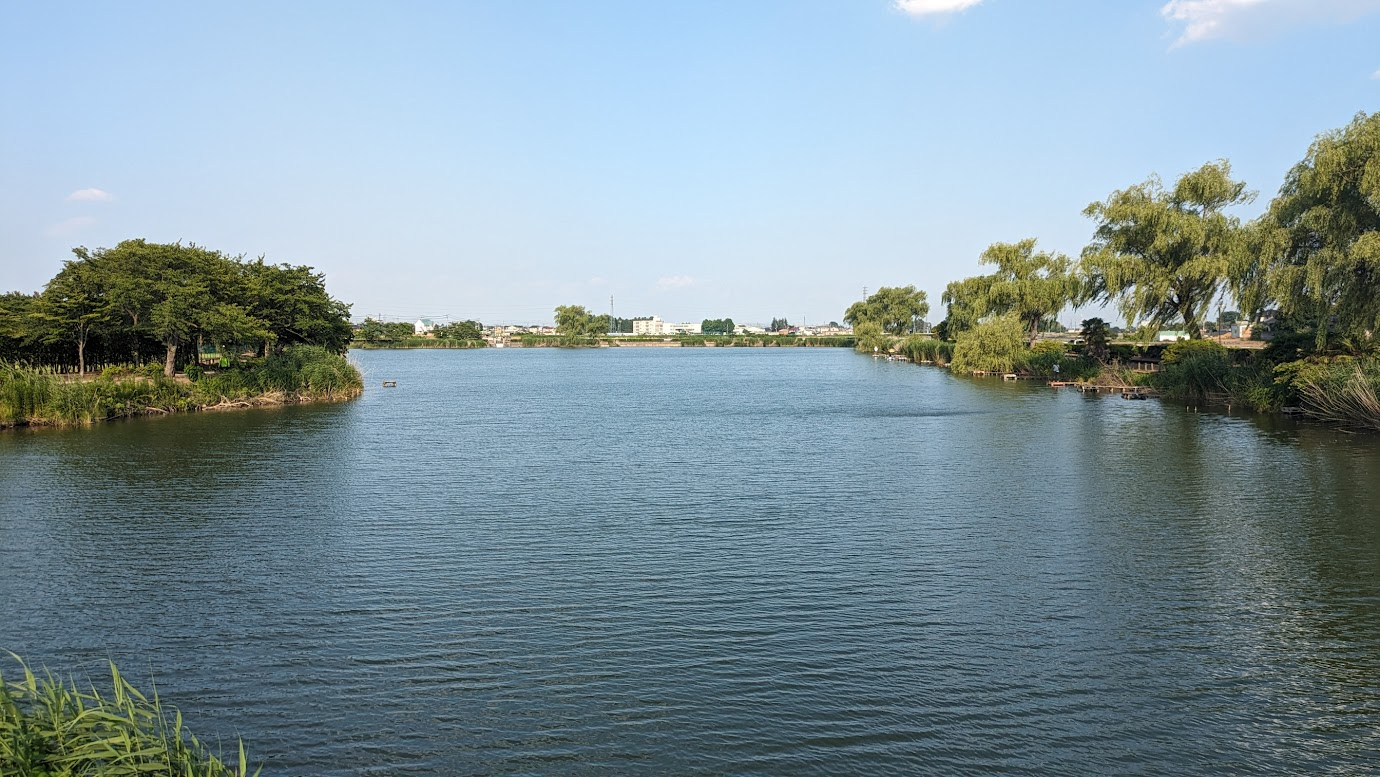
近藤沼 東沼

近藤沼（こんどうぬま）は、群馬県館林市にある沼である。利根川と渡良瀬川に挟まれた低湿地にある沼の1つ。

## 概要
館林市の南西部に位置する周囲約2.5㎞の沼である。八重笠沼・多々良沼・城沼・板倉沼とあわせて「東毛の五沼」と呼ばれる。ワカサギ、ヘラブナ、バスなどの釣りの名所ともなっている。かつては1つの沼だったが、明治時代に近藤沼を掘り上げ田として開墾し、1975年（昭和50年）からの土地改良事業で中沼、東沼、西沼の3つに分割されている。周囲は近藤沼公園として整備されており、遊具や多目的グラウンド、バーベキュー場などが設置されている。
2021年7月16日に、文化庁の日本遺産である館林市の「里沼」の構成文化財に追加認定された。